# Katharina Morel
Katharina Morel (* 23. Mai 1790 in Luzern; † 7. März 1876 in Luzern) war eine Schweizer Unternehmerin.

## Leben
Katharina Morel wuchs als Wirtstochter in Luzern auf und besuchte die dortige Schule des Ursulinenklosters Maria Hilf. 1810 bis 1813 war sie in französischen Diensten und versorgte gemeinsam mit ihrem ersten Mann Heinrich Peyer während des Russlandfeldzugs Soldaten. 1815 bis 1821 war sie in holländischen Diensten für die Versorgung der Truppen tätig.  
In Luzern führte sie ab 1822 mit Heinrich Peyer bis zu dessen Tod verschiedene Gastbetriebe und mit ihrem zweiten Mann, dem Tuchhändler Josef Morel, eine Textilhandlung in Luzern. Nach dessen Tod arbeitete sie wieder in Luzerner Gastbetrieben, leitete unter anderem das «Hotel Schweizerhof» und zuletzt das «Grand Hotel National».  
Politisch engagierte sich Katharina Morel bei den sogenannten Pfefferfrauen, die die liberalen Freischärler unterstützten und 1845 den Freischarenführer Jakob Robert Steiger befreiten und ihm zur Flucht nach Zürich verhalfen. 